# Elezioni parlamentari in Kosovo del 2010
Le elezioni parlamentari in Kosovo del 2010 si tennero il 12 dicembre; si trattò delle prime elezioni dopo la dichiarazione unilaterale d'indipendenza del Paese.
L'esito elettorale vide la vittoria del PDK di Hashim Thaçi, che fu confermato primo ministro.

## Risultati
| Liste                                                                 | Voti    | %     | Seggi |
| --------------------------------------------------------------------- | ------- | ----- | ----- |
| Partito Democratico del Kosovo                                        | 224 339 | 32,11 | 34    |
| Lega Democratica del Kosovo                                           | 172 552 | 24,69 | 27    |
| Vetëvendosje!                                                         | 88 652  | 12,69 | 14    |
| Alleanza per il Futuro del Kosovo                                     | 77 130  | 11,04 | 12    |
| Alleanza per un Nuovo Kosovo                                          | 50 951  | 7,29  | 8     |
| Partito Nuovo Spirito                                                 | 15 156  | 2,17  | –     |
| Lega Democratica della Dardania                                       | 14 924  | 2,14  | –     |
| Partito Liberale Indipendente                                         | 14 352  | 2,05  | 8     |
| Partito Democratico Turco del Kosovo                                  | 8 548   | 1,22  | 3     |
| Lista Serba Unitaria                                                  | 6 004   | 0,86  | 4     |
| Coalizione Vakat                                                      | 5 296   | 0,76  | 2     |
| Partito Democratico Ashkali del Kosovo                                | 2 871   | 0,41  | 1     |
| Nuovo Partito Democratico                                             | 2 478   | 0,35  | 1     |
| Partito Bosniaco di Azione Democratica del Kosovo                     | 1 818   | 0,26  | 1     |
| Nuova Iniziativa Democratica del Kosovo                               | 1 690   | 0,24  | 1     |
| Partito d'Azione Democratica                                          | 1 602   | 0,23  | –     |
| Partito Ashkali per l'Integrazione                                    | 1 386   | 0,20  | 1     |
| Unione Turca del Kosovo                                               | 1 364   | 0,20  | –     |
| Lega degli Egiziani del Kosovo                                        | 1 010   | 0,14  | –     |
| Partito Democratico Serbo di Kosovo e Metochia                        | 1 008   | 0,14  | 1     |
| Partito Socialdemocratico Serbo                                       | 829     | 0,12  | –     |
| Iniziativa Civica di Gora                                             | 787     | 0,11  | 1     |
| Partito Democratico Montenegrino                                      | 771     | 0,11  | –     |
| Partito Popolare Serbo                                                | 749     | 0,11  | –     |
| Partito Unito Rom del Kosovo                                          | 690     | 0,10  | 1     |
| Partito Socialdemocratico di Gora                                     | 598     | 0,09  | –     |
| Partito Serbo del Kosovo-Metochia                                     | 505     | 0,07  | –     |
| Unione dei Socialdemocratici Indipendenti del Kosovo e della Metochia | 486     | 0,07  | –     |
| GINK                                                                  | 205     | 0,03  | –     |
| Totale                                                                | 698 751 | 100   | 120   |